# John Campbell, 9. Duke of Argyll

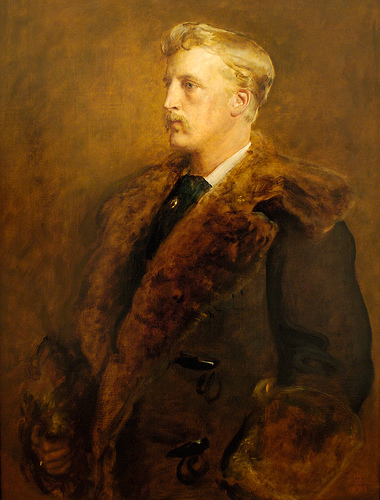
John Everett Millais: John Campbell, Marquess of Lorne, Öl auf Leinwand, um 1880

John George Edward Henry Douglas Sutherland Campbell, 9. Duke of Argyll KG, KT, GCMG, GCVO (* 6. April 1845 im Stafford House, London; † 2. Mai 1914 im Kent House, Cowes/Isle of Wight) war ein schottischer Aristokrat und Generalgouverneur von Kanada.

## Leben

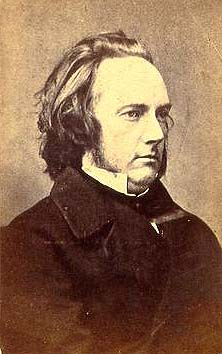
John Campbell als Generalgouverneur von Kanada, um 1880

John Campbell war der älteste Sohn des George Campbell, 8. Duke of Argyll (1823–1900) und seiner Ehefrau Lady Elizabeth Georgiana Sutherland-Leveson-Gower (1824–1878), der ältesten Tochter von George Sutherland-Leveson-Gower, 2. Duke of Sutherland und Lady Harriet Howard. Als Heir apparent seines Vaters führte er bis 1847 den Höflichkeitstitel Earl of Campbell und von 1847 bis 1900 den Höflichkeitstitel Marquess of Lorne.
Er wurde sehr früh in die Obhut eines Erziehers gegeben. Er erhielt eine umfassende und vorzügliche Ausbildung, sprach mehrere Fremdsprachen und zeigte sich an Literatur, Geschichte, Naturwissenschaften, Philosophie und Geographie interessiert. Er besuchte zunächst das Eton College, dann die Universität St Andrews und war später am Trinity College der Universität Cambridge. Nach seiner Kavalierstour in Italien fungierte er von 1868 bis 1871 als Privatsekretär seines Vaters im India Office. Parallel wurde er erstmals 1868 als Abgeordneter der Liberal Party ins House of Commons gewählt. Er gehörte dem Parlament von 1868 bis 1878 als Abgeordneter für Argyllshire und von 1895 bis 1900 für Manchester South an.
Am 21. März 1871 heiratete er in der St George’s Chapel auf Windsor Castle Prinzessin Louise Caroline Alberta (1848–1939), das sechste Kind von Königin Victoria und deren Prinzgemahl Albert von Sachsen-Coburg und Gotha. Die Eheschließung war durchaus umstritten, weil es seit 1515 die erste Heirat zwischen der Tochter eines britischen Monarchen und einem britischen Untertan war, also keinem ausländischen Prinzen aus regierendem (oder mediatisierten) Haus. Die Ehe blieb kinderlos.
Von 1878 bis 1883 diente er als Generalgouverneur von Kanada und von 1892 bis 1914 hatte er das Amt des Generalgouverneurs und Constable von Windsor Castle inne. Beim Tod seines Vaters erbte er dessen Adelstitel als Duke of Argyll, wodurch er einen Sitz im House of Lords erhielt und dafür aus dem House of Commons ausschied. Als Nachfolger seines Vaters wurde er außerdem Chief des Clan Campbell.
Nach der Rückkehr aus Kanada lebte sich das Ehepaar zusehends auseinander und sie gingen oft eigene Wege. Grund hierfür war unter anderem Campbells politische Karriere, die im Gegensatz zur Neutralität der königlichen Familie stand. Es gab auch Gerüchte über eine angebliche Homosexualität seinerseits. Seine Frau hatte in diesen Jahren verschiedene romantische Beziehungen, unter anderem zu ihrem Schwager, dem Prinzen Heinrich Moritz von Battenberg, zu Arthur Bigge, dem königlichen Privatsekretär, und zu Sir Edwin Lutyens; ob diese auch sexueller Natur waren, ist nicht belegt.
John Campbell starb am 2. Mai 1914 im Kent House in Cowes auf der Isle of Wight an den Folgen einer Lungenentzündung. Die Trauerfeierlichkeiten fanden in Anwesenheit aller wichtigen Mitglieder der königlichen Familie mit zahlreichen Gästen aus dem Hochadel des In- und Auslandes am 8. Mai 1914 in der Westminster Abbey in London statt.

## Auszeichnungen, Orden und Ehrenzeichen
- Präsident der Royal Geographical Society
- Knight Grand Cross des Order of St. Michael and St. George (GCMG, 1878)
- Knight Grand Cross des Royal Victorian Order (GCVO, 1901)
- Knight Companion des Hosenbandordens (KG, 1911)
- Knight Companion des Distelordens (KT, 1871)
  - Kanzler des Distelordens
- Royal Victorian Chain
- Großkreuz des Sankt-Olav-Ordens (Norwegen)
- Schwarzer Adlerorden (Preußen)[2]